# Särkisaari (ö i Södra Savolax, S:t Michel, lat 61,61, long 27,03)
Särkisaari är en ö i Finland. Den ligger i sjön Lahnajärvi och i kommunen Sankt Michel i den ekonomiska regionen  S:t Michel och landskapet Södra Savolax, i den södra delen av landet, 190 km nordost om huvudstaden Helsingfors. Öns area är 0,1 hektar och dess största längd är 50 meter i nord-sydlig riktning.